# 国际海事组织编号

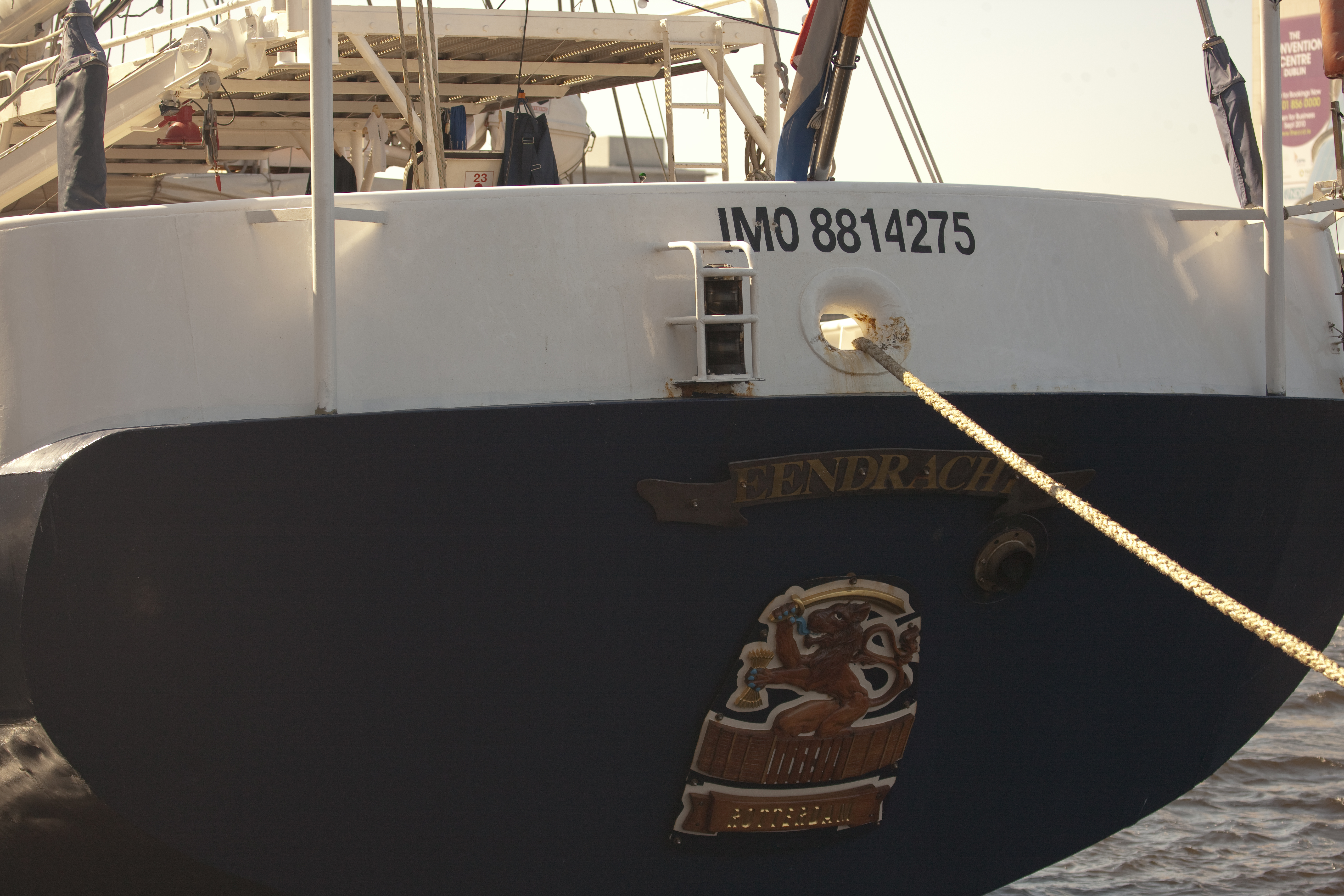
一艘船舶上的国际海事组织编号為IMO 8814275

国际海事组织（IMO）编号是船舶、注册船东和管理公司所使用的唯一识别码。引入IMO号码的目的是为了提高海事安全和安保并减少海事欺诈。它们由三个字母「IMO」和唯一的七位数数字组成，分配規則來自於《国际海上人命安全公约》（SOLAS）  。
自1996年1月1日起，所有船舶都必须使用国际海事组织编号。该编号用于识别船舶，并且不会随着船舶的船东、注册国或名称发生变化而改变。船舶的证书上也必须有IMO的编号。自2004年7月1日起，客运船舶也必须在空中可见的水面上展示自己的国际海事组织编号。 